# Igreja da Misericórdia de Palmela
A Igreja da Misericórdia de Palmela, ou Edifício e Igreja da Santa Casa da Misericórdia de Palmela,  é uma edificação religiosa situada no Largo do Pelourinho, na Freguesia e no Município de Palmela, em Portugal.
Do final do século XVI, a Igreja de uma só nave tem revestimento de azulejos do século XVII do tipo "tapete" e altar de talha dourada. Esta igreja tinha na ala contígua o antigo Hospital da Misericórdia, actualmente foi renovado e abriu como alojamento local, tendo como nome Porta da Arrábida.